# Wydział Zamiejscowy Nauk Prawnych i Ekonomicznych w Tomaszowie Lubelskim
Wydział Zamiejscowy Nauk Prawnych i Ekonomicznych w Tomaszowie Lubelskim (WZNPiE) – istniejąca do 1 października 2016 zamiejscowa jednostka naukowo-dydaktyczna Katolickiego Uniwersytetu Lubelskiego z siedzibą w Tomaszowie Lubelskim.

## Historia
Twórcą i pierwszym dziekanem wydziału był dr hab. Jan Świtka. W proces tworzenia wydziału zaangażowany był ks. dr hab. Marian Stasiak.
W wydziale prowadzono studia na trzech kierunkach:
- Prawo (studia magisterskie)
- Ekonomia (studia I stopnia)
- Stosunki międzynarodowe (studia I stopnia).

W 2013 wydział posiadał kategorię naukową B.
We wrześniu 2013 Senat KUL podjął uchwałę o likwidacji wydziału. Powodem był brak wystarczającej liczby kandydatów na studia. Po raz ostatni rekrutacja na studia odbyła się w 2012. W 2014 w wydziale zatrudnionych było 37 wykładowców (głównie prawników) oraz 20 pracowników administracyjnych.
Działalność wydziału została zakończona 1 października 2016. W miejsce wydziału uczelnia utworzyła w Centrum Edukacyjno-Kongresowe Katolickiego Uniwersytetu Lubelskiego Jana Pawła II w Tomaszowie Lubelskim. Uroczystość jego otwarcia odbyła się 28 listopada 2015.
Ostatnim dziekanem Wydziału był dr hab. Paweł Marzec.

## Struktura
W okresie poprzedzającym likwidację wydziału w 2016, posiadał on następującą strukturę:
- Katedra Cywilizacji Bliskiego Wschodu – kierownik: Urszula Joanna Szwarc
- Katedra Ekonometrii i Statystyki – kierownik: Wiktor Wojciechowski
- Katedra Ekonomii i Historii Myśli Ekonomicznej – kurator: Paweł Wojciech Marzec
- Katedra Etyki Prawa – kierownik: Franciszek Greniuk, kierownik: Tadeusz Guz
- Katedra Filozofii Prawa – kierownik: Tadeusz Guz
- Katedra Gospodarki Europy Środkowej i Wschodniej – brak danych
- Katedra Historii Prawa Kościelnego – kierownik: Jan Śrutwa
- Katedra Historii Ustroju Polski na Tle Powszechnym – kierownik: Jerzy Michał Reder; kierownik: Władysław Ważniewski
- Katedra Historii i Nauk Politycznych – kierownik: Jacek Zygmunt Sawicki
- Katedra Kryminologii i Psychologii Kryminalnej – kierownik: Jan Świtka
- Katedra Marketingu – kierownik: Bohdan Szurgot
- Katedra Międzynarodowych Stosunków Gospodarczych i Ekonomii Publicznej – kierownik: Paweł Wojciech Marzec
- Katedra Międzynarodowych Stosunków Kulturalnych i Badań Etnicznych – kierownik: Wojciech Łysiak
- Katedra Polityki Ekonomicznej i Badań Regionalnych – kierownik: Bogdan Kościk
- Katedra Prawa Administracyjnego – kurator: Paweł Piotr Smoleń; kurator: Stanisław Wrzosek
- Katedra Prawa Cywilnego i Postępowania Cywilnego – kurator: Henryk Cioch; kierownik Wołodymyr Kossak
- Katedra Prawa Kanonicznego – kierownik: Stanisław Paździor
- Katedra Prawa Karnego i Postępowania Karnego – kurator: Jan Świtka
- Katedra Prawa Konstytucyjnego – kurator: Dariusz Dudek
- Katedra Prawa Międzynarodowego – kierownik: Lech Antonowicz
- Katedra Prawa Pracy i Ubezpieczeń Społecznych – kurator: Grzegorz Goździewicz
- Katedra Prawa Rodzinnego – kurator: Wołodymyr Kossak
- Katedra Prawa Rzymskiego – kurator: Antoni Dębiński
- Katedra Prawa Sądowego – kurator: Wołodymyr Kossak
- Katedra Prawa Sądowego Polski na Tle Powszechnym – kierownik: Jerzy Jan Markiewicz; kierownik: Tomasz Józef Opas
- Katedra Prawa Wyznaniowego – kurator: Henryk Misztal
- Katedra Teorii Ekonomii – kierownik: Heorhiy Cherevko
- Katedra Teorii Prawa – brak danych[5]